# Flow Easy
Flow Easy è un singolo del cantautore italiano Coez, pubblicato il 6 ottobre 2021 come secondo estratto dal sesto album in studio Volare.

## Descrizione
Il brano racconta una storia fatta di ricordi del passato, di rimpianti per non essersi goduti a pieno abbastanza momenti insieme, di incertezza ma allo stesso tempo di speranza di rivedersi in futuro.

## Video musicale
Il video, diretto da Fele La Franca e contenente anche Wu-Tang, è stato pubblicato il 26 settembre 2021 attraverso il canale YouTube dell'artista. Il video di Flow Easy inizia al minuto 2:20.

## Tracce
Testi di Silvano Albanese.
1. Flow Easy – 3:09